# Радковка (село)
Радковка (ранее — Руэнталь, Рибивка) — упразднённое село в Советском районе Ставропольского края. Снято с учёта 26 июля 1972 года.

## Географическое положение
Село располагалось на правом берегу реки Кума, примыкало к северо-восточной окраине села Селивановка.

## История
Лютеранское село Руэнталь (нем. Ruhental) основано в 1866 году немецкими переселенцами из колонии Рибенсдорф. В 1915 году переименовано в Радковку. Снято с учёта 26 июля 1972 года решением Ставропольского крайсовета.

## Население[1]
| Год     | 1918 | 1920 | 1926 |
| ------- | ---- | ---- | ---- |
| Человек | 200  | 298  | 257  |